# Hypocrea poronioidea
Hypocrea poronioidea är en svampart som beskrevs av Möller 1901. Hypocrea poronioidea ingår i släktet svampdynor och familjen Hypocreaceae.   Inga underarter finns listade i Catalogue of Life.